# Shinichi Shinohara
Shinichi Shinohara –en japonés, 篠原 信一, Shinohara Shinichi– (Hiranai, 20 de enero de 1973) es un deportista japonés que compitió en judo.
Participó en los Juegos Olímpicos de Sídney 2000, obteniendo una medalla de plata en la categoría de +100 kg. En los Juegos Asiáticos de 1998 consiguió una medalla de oro.
Ganó cinco medallas en el Campeonato Mundial de Judo entre los años 1995 y 2001, y dos medallas en el Campeonato Asiático de Judo de 1995.

## Palmarés internacional
| Juegos Olímpicos    | Juegos Olímpicos         | Juegos Olímpicos  | Juegos Olímpicos |
| Año                 | Lugar                    | Medalla           | Categoría        |
| ------------------- | ------------------------ | ----------------- | ---------------- |
| 2000                | Sídney (Australia)       | Medalla de plata  | +100 kg          |
| Campeonato Mundial  |                          |                   |                  |
| Año                 | Lugar                    | Medalla           | Categoría        |
| 1995                | Chiba (Japón)            | Medalla de bronce | Abierta          |
| 1997                | París (Francia)          | Medalla de plata  | +95 kg           |
| 1999                | Birmingham (Reino Unido) | Medalla de oro    | +100 kg          |
| 1999                | Birmingham (Reino Unido) | Medalla de oro    | Abierta          |
| 2001                | Múnich (Alemania)        | Medalla de bronce | +100 kg          |
| Juegos Asiáticos    |                          |                   |                  |
| Año                 | Lugar                    | Medalla           | Categoría        |
| 1998                | Bangkok (Tailandia)      | Medalla de oro    | +100 kg          |
| Campeonato Asiático |                          |                   |                  |
| Año                 | Lugar                    | Medalla           | Categoría        |
| 1995                | Nueva Delhi (India)      | Medalla de oro    | +95 kg           |
| 1995                | Nueva Delhi (India)      | Medalla de oro    | Abierta          |